# 紅褐山蟻
紅褐山蟻（Formica rufa，英文俗名 red wood ant、southern wood ant、 horse ant）為蟻屬紅褐山蟻種群的一種螞蟻，是該屬的模式種，樹棲，原生於歐洲和小亞細亞，但在北美洲也被紀錄過，棲息於針葉和闊葉林中，在林地和公園中都可以發現它們的蹤跡。工蟻體色為紅色和稍棕的黑色，頭部背側及前中軀背板有黑色斑塊，工蟻多形性，體長介於4.5—9 mm（0.18—0.35英寸），大顎發達，且可以從腹部末端噴出蟻酸來防禦。1671年，英國自然學家約翰·雷首次萃取出蟻酸，他搗碎了大量的紅褐山蟻然後進行蒸餾，成功萃取蟻酸。

## 描述

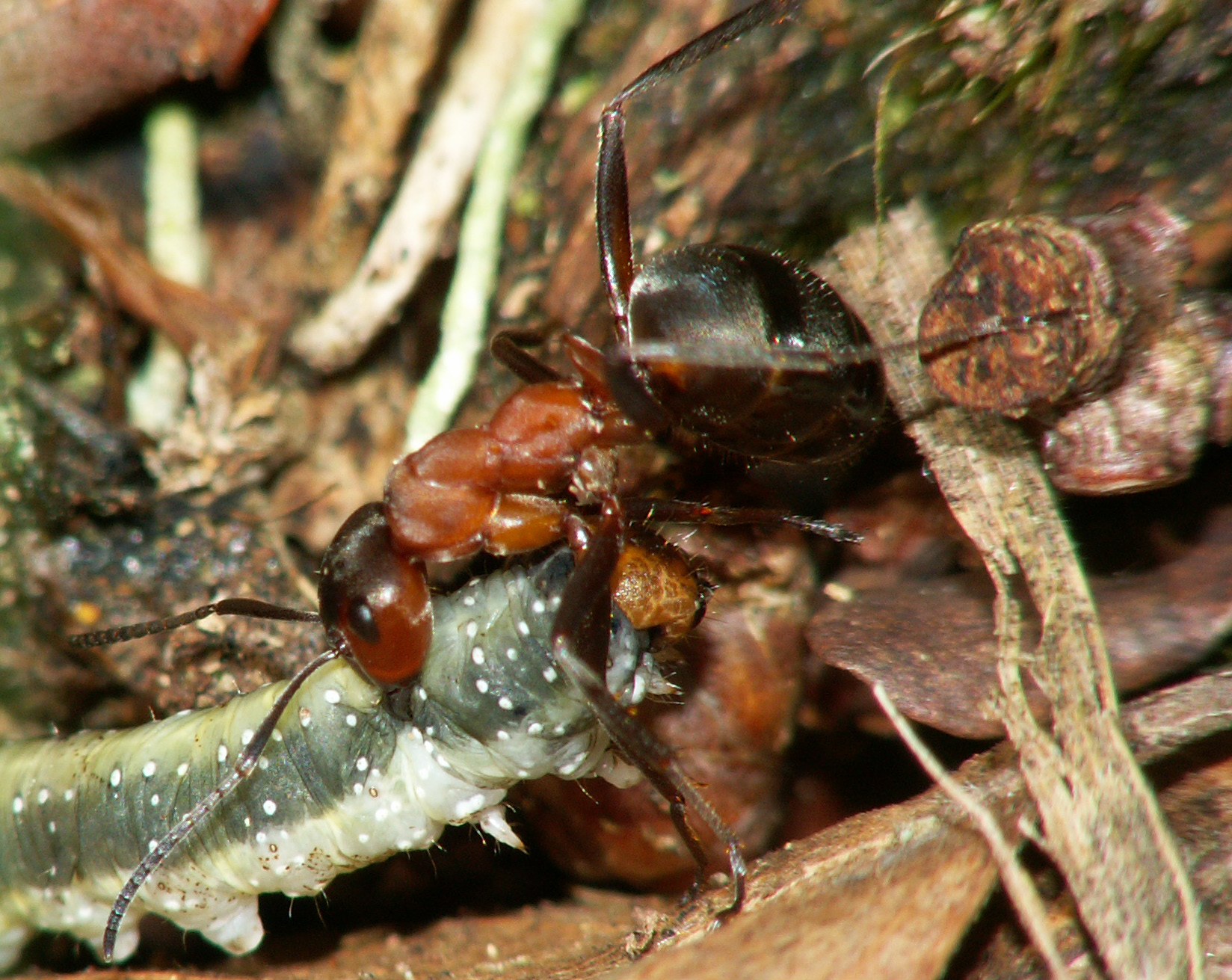
紅褐山蟻咬著毛毛蟲

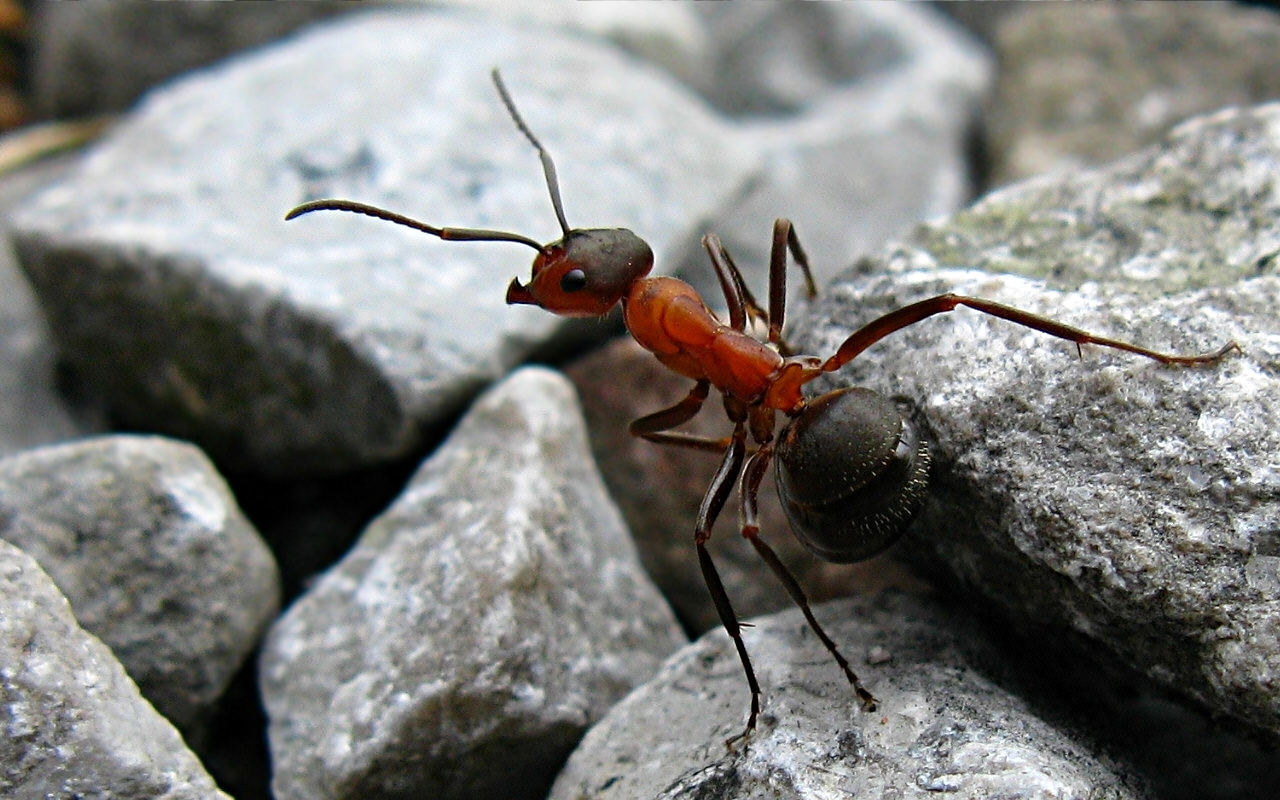
巡邏中的紅褐山蟻

紅褐山蟻的蟻巢為巨大顯眼的拱型土丘，由草、枝條或針葉組成，常會蓋在太陽照射的到的林間空地，靠著腐爛的樹樁蓋。大型群體工蟻數量可以高達十到四十萬隻，蟻后數量可以到達100隻。
紅褐山蟻為多后制，紅褐山蟻還會接納來自同巢剛婚飛完的蟻后，蟻巢因此而越加茁壯，蟻后數量甚至能高達數百隻，這些古老的蟻巢的高度和直徑能達到數公尺以上。紅褐山蟻領域性極強，會主動攻擊其他物種的螞蟻，甚至會導致周圍的螞蟻消失。紅褐山蟻在春天時婚飛，春天時紅褐山蟻會重新建立領地，這個時候也是鄰近群體間打鬥最激烈的時間。
紅褐山蟻在春天時會透過分巢的方式建立新巢，它們也可以透過暫時社會性寄生的方式建立新巢，宿主為黑山蟻（F. fusca）種群的物種，特別是黑山蟻（F. fusca）和萊曼氏蟻（F. lemani），但 F. glebaria、F. cunnicularia 和其他相近的物種（包含毛山蟻屬）也有被寄生的案例。

## 食性

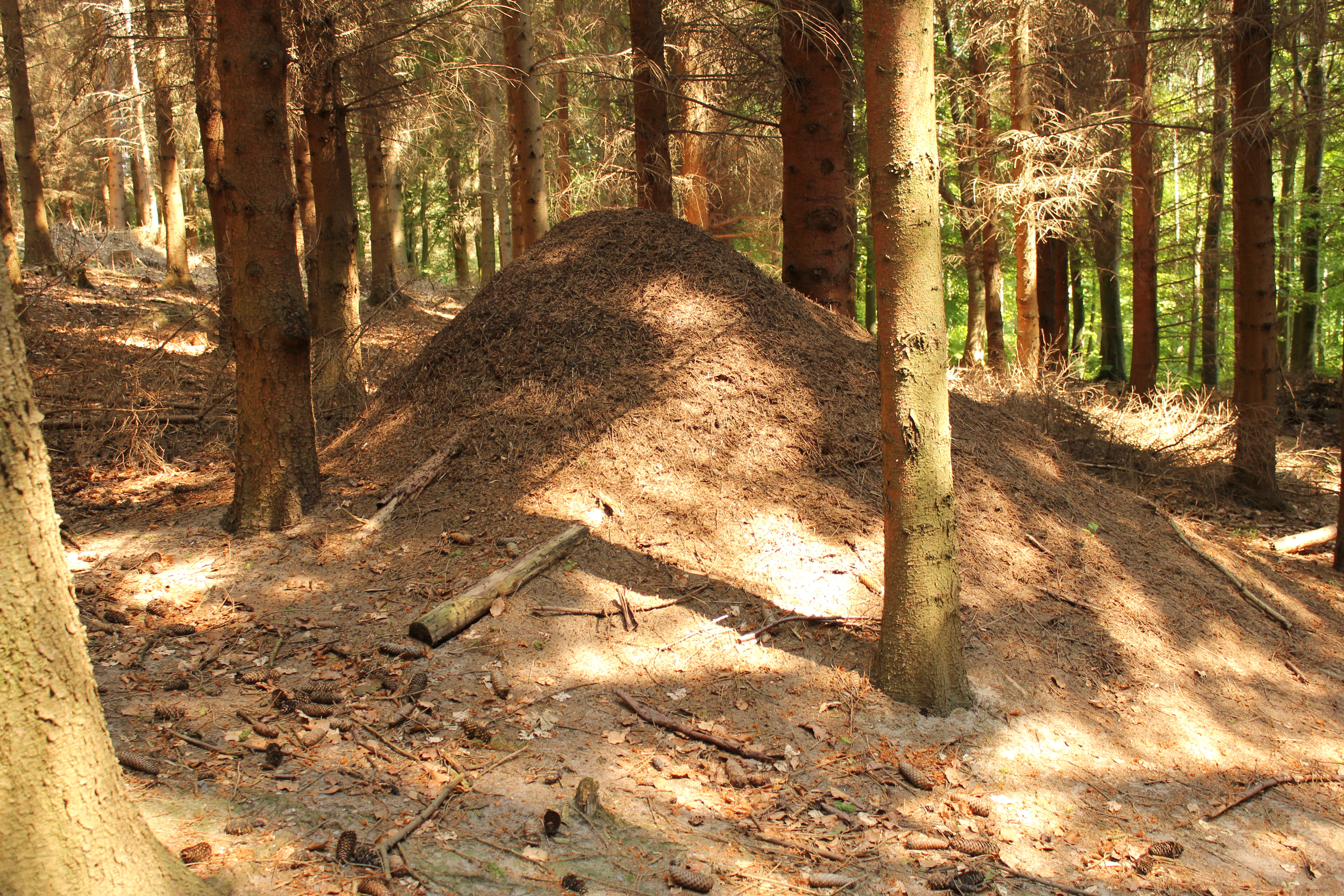
紅褐山蟻蟻巢

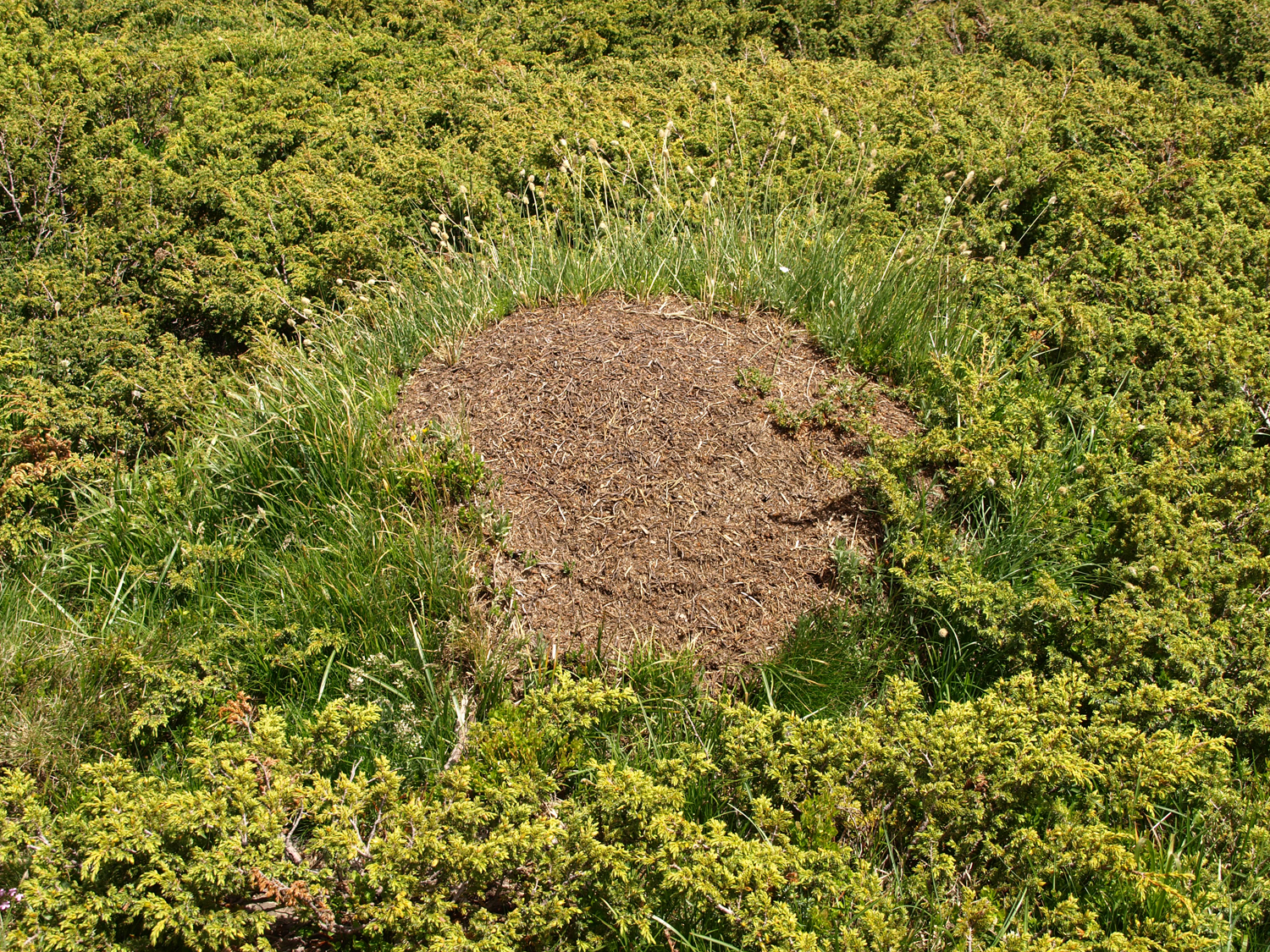
草地上的紅褐山蟻蟻巢，地點靠近保加利亞里拉

紅褐山蟻主食為蚜蟲蜜露，但它們也會獵食無脊椎動物，如昆蟲或蛛形鋼，它們是積極的清除者，覓食的隊伍可以長達 100 公尺，大工蟻甚至會在更遠的地方覓食。在林業上，紅褐山蟻常會被用來控制害蟲，紅褐山蟻偶爾也會被人工引進某個地方來控制害蟲。

## 行為

### 工蟻行為
工蟻會護幼及照顧蟲繭。工蟻在羽化初期的某個特定時間會特別敏感，它們會接收某種由蟲繭釋放的化學刺激物，刺激物的有無會影響工蟻後續的行為。1978 年，Moli 等人進行了實驗，觀察工蟻對同巢蟲繭及異巢蟲繭的反應，如果工蟻在成長的過程中沒有和蟲繭接觸，工蟻便無法辨識蟲繭的來源，也不會照顧蟲繭，這種情況下兩種蟲繭都會被吃掉。如果工蟻只接觸同巢的蟲繭，工蟻會蒐集兩種蟲繭，但只會照顧跟保護同巢的蟲繭，異巢的蟲繭會被當作食物吃掉。如果在異巢蟲繭中注射同巢蟲繭的萃取物，工蟻會無差別的照顧兩種蟲繭，這顯示了蟲繭中的某種化學刺激物影響了工蟻的行為，然而，還沒有人確認該化學物為何。

### 覓食行為
紅褐山蟻的覓食方式會隨著環境改變。紅褐山蟻會和蚜蟲共生，也會和其他獵食者競爭食物，無論是在樹冠層或落葉層，紅褐山蟻都傾向於獵食環境中數量最多的生物，紅褐山蟻偏好取食巢穴附近樹冠層的獵物，當食物資源減少時，它們也會到比較遠的地方或其他樹上覓食，而不是更勤奮地搜索落葉層，當食物資源減少時，覓食工蟻的數量並不會增加，於是覓食範圍的擴大降低了覓食的效率。

### 親緣行為
在特定情況下，紅褐山蟻會對其他紅褐山蟻表現出攻擊性，春天時來自敵對巢穴的工蟻常有種內競爭的現象，可能是為了保護地盤和活動路徑。在研究了活動路徑和工蟻間的打鬥後，科學家發現紅褐山蟻的地盤會隨著季節改變。長期的覓食路徑會隨著時間而漸漸發達，其他螞蟻如果經過路徑就會遭受攻擊。季節更迭會影響覓食的模式，進而改變地盤的範圍。
螞蟻透過化學信號分辨敵我，如果無法分辨敵我，蟻群將會瓦解。重金屬沉澱會影響螞蟻的攻擊性，可能是因為重金屬對生理的影響，也可能是因為環境中食物資源的改變，在受汙染地區的螞蟻覓食效率會降低。爭奪資源的頻率增加可能會導致螞蟻的攻擊性增加，但受到重金屬影響後，螞蟻的攻擊性並不會增加。
在1989年，Moli 進行了實驗來觀察食物如何影響紅褐山蟻的親緣辨識機制。他把野外採集的工蟻和同巢的蟻后飼養在實驗室中，給予人工食物，分別飼養7天和30天，時間結束後，將被飼養過的工蟻放回原來的蟻巢中並觀察結果，飼養7天的工蟻被蟻群接納，而30天的則被蟻群攻擊，Moli 的結論是：工蟻會不斷地接收與釋放化學訊息、螞蟻的飲食會影響群體的氣味，進而影響巢友互相辨識。

## 群體結構
紅褐山蟻種群中的不同物種具有不同的群體結構。有些為多后制，群體中可以容納好幾隻蟻后，蟻巢和蟻巢彼此相連，形成巨大的網絡；有些為單后制，蟻群中只有一隻蟻后。有些地方的紅褐山蟻則兩者兼具，單后制蟻巢的新后藉由婚飛建立新巢，多后制則由舊巢的工蟻協助，在附近建立新巢，像蜜蜂一樣。多后制可能是由單后制演化而來，其中一種支持這個說法的現象為：單后制的蟻巢在特定的環境或生理情況下會接納新的蟻后。有時候出自單后制蟻巢的新后會被舊巢接納，形成多后制。

### 分巢
紅褐山蟻通常具有好幾個蟻巢，環境改變時它們會藉由移巢來應對。分巢是紅褐山蟻建立副巢的主要方式，食物資源減少、遭受其他蟻群攻擊或蟻群本身狀態改變都有可能導致紅褐山蟻移巢。移巢的時候，工蟻、蟻后、幼蟲、繭和卵會在舊巢和新巢之間移動，雖然目的地是副巢，但是負責搬運的工蟻有時候會把另一個個體帶回舊巢。分巢的過程短則一周，長則可超過一個月。

### 群體
紅褐山蟻蟻巢交替非常迅速，Klimetzek 在三年的時間中計算到了248個蟻巢。蟻巢年齡和死亡率沒有關聯。蟻巢體積越大，年齡越大，蟻巢的大小會隨著年齡增加。

## 外部連結
- Southern wood ant , southern wood ant pictures （页面存档备份，存于） Macro photography of southern wood ant